# コサージュ
コサージュ (Corsage) は、女性がドレスや衣服に着ける花飾り。コサージとも呼ばれる。生花あるいは紙・布製の造花、リボン、チュールから作り、慶事の服装を引き立たせるために肩・胸部・腰部などの胴部、手首に着用する。
婦人服の胴部、身ごろを意味するフランス語の Corsage が語源（そのフランス語では日本語の「コサージュないしコルサージュ」に相当する単語が無いので、"petit bouquet de fleurs <porté épinglé au corsage>"「＜胴部にピンで留めて付ける＞ 小さな花束」のように、説明風に表現するしかない）。男性が礼服の上着に用いる花飾りはブートニエール (Boutonnière) と呼ぶ。
様々な材料を利用できる。製作者は、身に着ける人の服を汚さず、色を移さず、そして耐久性があり、変な方向に向かないことにも注意して作る必要がある。

イングリッド・バーグマンによってコサージュを着けられるベス・トルーマン
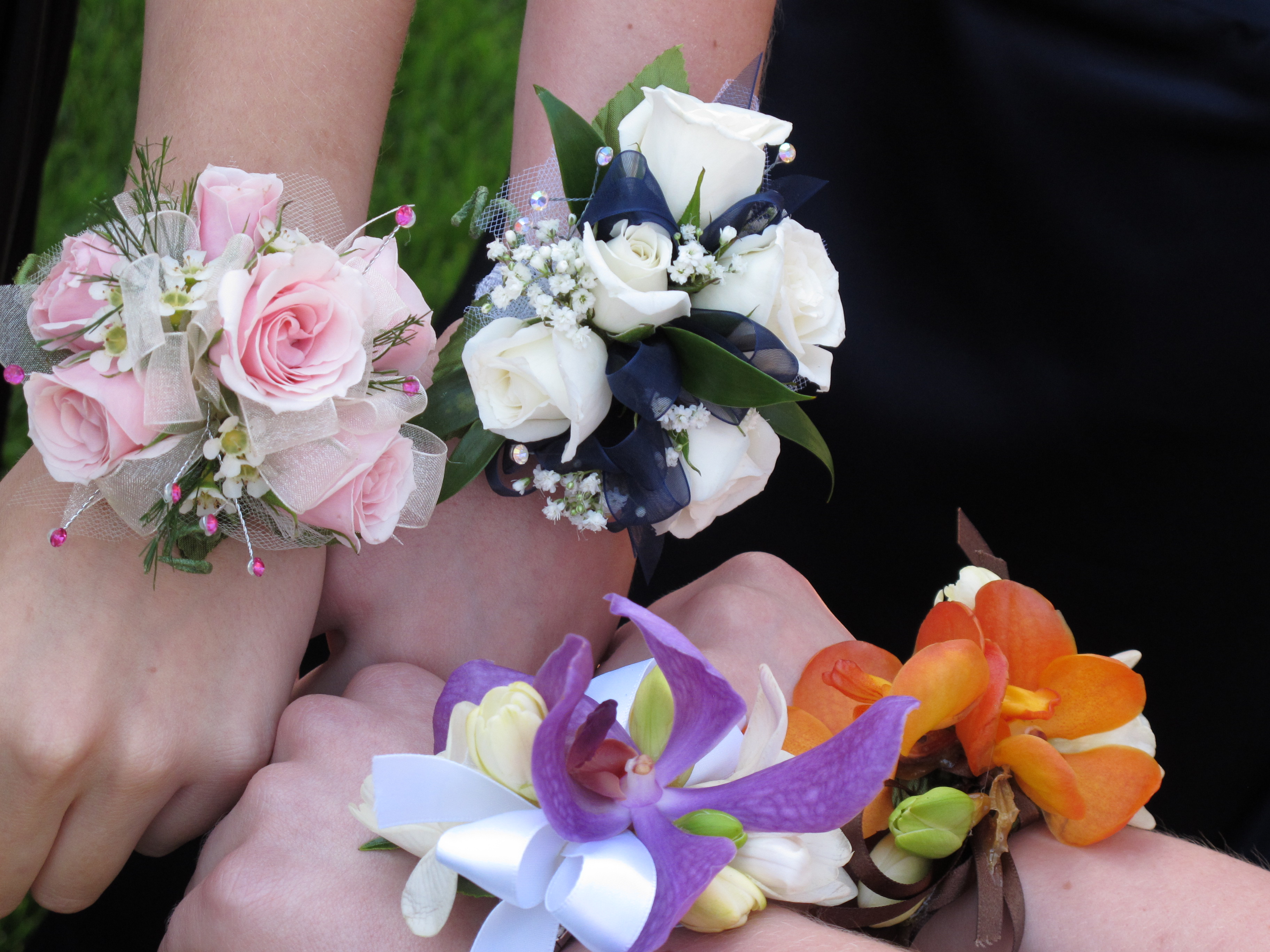
手首に着用したコサージュ
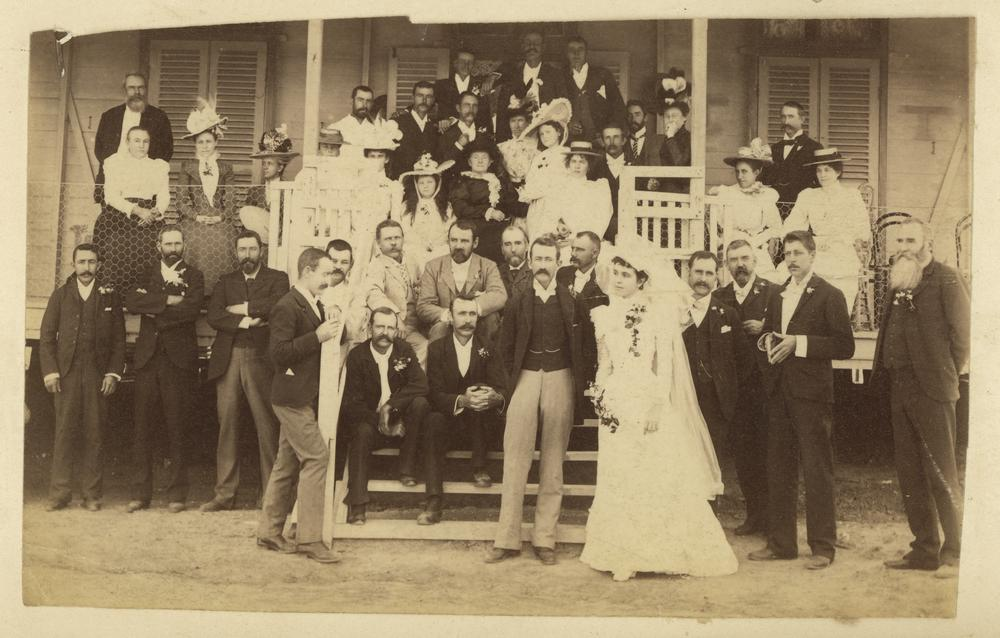
胸と腰にコサージュ （1885年頃）